# Pareuxoa dianthoeciae
Pareuxoa dianthoeciae là một loài bướm đêm trong họ Noctuidae.